# Бисквит торта
Бисквитни колач је посластице који се припрема без печења, слична америчкој ајсбокс торти, која је присутна у ирској, енглеској, данској, арапској (нарочито туниској кухињи познатој као „khobzet hwe“), бугарској и јеврејској кухињи. Прави се од дигестивног кекса и по жељи се припрема са чоколадном глазуром.

## Варијације

### Јеврејска кухиња
У јеврејској кухињи овај традиционални колач припреман је у облику пирамиде. Укључује пудинг од ваниле и заслађену глазуру од тамне чоколаде. Може се припремити као лиснати колач са кремом, јагодама и желеом.

### Уједињено Краљевство
Обликује се у плеху за векне, тесто се припрема динстањем воде са путером, шећером, чоколадним комадићима и какаом док се не добије глатка смеса. Након што се смеша охлади, измрвљени бисквити се убацују у тесто. Оставља се да се стегне у фрижидеру као и остали колачи без печења. Неке верзије укључују кондензовано млеко или сирова јаја.
Чоколадна торта од бисквита је наводно била омиљена торта уз чај краљице Елизабете II и принца Вилијама од Велса. Принц Вилијам је затражио да се торта припреми као младожењина торта за његово венчање.
Неке верзије колача се праве са златним сирупом. За припрему ове торте путер се загревају чоколада и златни сируп. Размућено јаје се по жељи може умутити у смесу док је још топла. Измрвљени бисквити и опциони суви састојци као што су вишње, ораси, бадеми, султанке, суве кајсије су део тесто. Може бити украшен различитим додацима попут бразилских орашастих плодова или маршмелоу.